# Richard Hurrell Froude
Pour les articles homonymes, voir Froude.
Richard Hurrell Froude, né le 25 mars 1803 à Dartington (Angleterre) et y décédé le 28 février 1836 , est un prêtre anglican et un chef de file au début du mouvement d'Oxford. Il est le fils de l'archidiacre Robert H. Froude et le frère aîné de l'historien James Anthony Froude, et un ami de John Keble et John Henry Newman, avec qui il collabore à la « Apostolica Lyra », un recueil de poèmes religieux.

## Biographie
Né le 25 mars 1803 à Dartington dans le Devon (Angleterre) le jeune Richard reçut son éducation à Eton College qu'il rejoignit  l'âge de 13 ans. Orphelin de mère à 18 ans - dont il reconnut la grande influence dans sa vie - il obtient son grade académique à Oriel College (1824), Oxford, dont il devient 'Fellow' en 1826. En 1829 il est ordonné prêtre anglican. Déjà proche de John Keble il y rencontre celui qui devient son ami, John Henry Newman, avec qui il voyage en Méditerranée durant l'hiver 1832-33. Il est associé au Mouvement d'Oxford dès ses débuts. De santé délicate (tuberculose) il passe une grande partie de sa vie hors de l'Angleterre, à la recherche d'un climat meilleur.
Froude contribua à la formation du Mouvement d'Oxford, un groupe de théologiens et pasteurs anglicans (dont Keble et Newman), qui militent pour le retour à la grande Tradition chrétienne des Pères de l'Église avec son insertion dynamique dans la liturgie et théologie anglicane. Il contribua personnellement aux Tracts for the times dans les premières années du mouvement.
Après plusieurs années passées comme enseignant dans les Barbades Richard Froude revient en Angleterre en 1835. Il  meurt le 28 février 1836  à Dartington, là où il était né. Après sa mort, Newman et d'autres amis éditent le reste de ses écrits, dont une collection de lettres et des revues.

## Postérité
À la suite de sa mort, John Henry Newman et John Keble publient ses écrits sous le titre « Remains » (Littéralement Œuvre posthume, le mot étant connoté en anglais par ses autres sens que sont « vestiges » et « restes »). Cet ouvrage révèle alors la forte vie ascétique de Richard Hurrell Froude, ses nombreux jeûnes et privations, ainsi que ses examens de conscience sévères qui choquent lors de la publication.

## Sources

### Externe
Biographie en anglais sur le projet Canterbury

### Interne
- (en) Cet article est partiellement ou en totalité issu de l’article de Wikipédia en anglais intitulé « Hurrell Froude » (voir la liste des auteurs).